# 9196 Sukagawa
9196 Sukagawa eller 1992 WP5 är en asteroid i huvudbältet som upptäcktes den 27 november 1992 av den japanska astronomen Tsutomu Seki vid Geisei-observatoriet. Den är uppkallad efter den japanska staden Sukagawa.
Den har den diameter på ungefär 5 kilometer.